# Kīvanān
Kīvanān (persiska: کیونان) är en ort i Iran.   Den ligger i provinsen Kermanshah, i den nordvästra delen av landet, 400 km väster om huvudstaden Teheran. Kīvanān ligger 1 943 meter över havet och antalet invånare är 327.
Terrängen runt Kīvanān är kuperad. Runt Kīvanān är det ganska tätbefolkat, med 185 invånare per kvadratkilometer. Närmaste större samhälle är Varmazān Somāq, 12,0 km söder om Kīvanān. Trakten runt Kīvanān består i huvudsak av gräsmarker.